# Jaap de Groot (journalist)
Jaap de Groot (Ermelo, 1955) is een Nederlands sportjournalist. De Groot was van 1975 tot en met 2018 verbonden aan dagblad De Telegraaf, waarvan de laatste twaalf jaar als chef sport.

## Carrière
De Groot begon zijn journalistieke carrière in 1975 als medewerker van het Noordhollands Dagblad. Al na zes weken haalde de toenmalig hoofdredacteur van De Telegraaf, Anton Witkamp, hem naar zijn eigen krant. Op 1 mei 2006 werd De Groot benoemd tot chef sport. Deze functie vervulde hij tot aan zijn afscheid in december 2018. De Groot vertrok na 43 jaar bijna onopgemerkt met de tekst: 'Na 27 jaar is dit mijn laatste column in Telesport. Het was buitengewoon leerzaam en inspirerend om mijn mening met u te delen.' Hij stapte op na een verschil van inzicht, nadat de krant in handen was gekomen van de Vlaamse uitgever Mediahuis.
De Groot onderhield een goede band met Johan Cruijff en trad tevens op als ghostwriter van Cruijff voor diens column in De Telegraaf. In een uitzending van De Wereld Draait Door schetste De Groot de wekelijkse procedure. Cruijff en De Groot belden elkaar iedere zondagochtend een kwartier. Daarna werkte De Groot in ongeveer een kwartier de tekst uit. Cruijff hoefde de column voordat die werd geplaatst niet meer ter goedkeuring na te lezen.
Naast de sportjournalistiek hield De Groot zich ook bezig met andere zaken, waaronder het maken van een documentaire over Silvio Berlusconi, de organisatie van de Wedstrijd van de Eeuw in 1999 en de afscheidswedstrijd van Dennis Bergkamp in 2006, en de oprichting van Stichting Volendam United voor de slachtoffers van Café De Hemel.

## Privéleven
De Groot heeft sinds 2010 een relatie met drievoudig olympisch schaatskampioene Yvonne van Gennip.